# الانتخابات الرئاسية الأمريكية 2020
الانتخابات الرئاسية الأمريكية 2020 هي الانتخابات الرئاسية الأمريكية التاسعة والخمسون (تُعقد كل أربع سنوات)، والتي أجريت يوم الثلاثاء 3 نوفمبر 2020. يصوّت الناخبون فيها لاختيار مندوبو المجمع الانتخابي بحسب الولايات، هؤلاء بدورهم سيصوتون في 14 ديسمبر 2020 اما بانتخاب رئيس و‌نائب رئيس جديدين أو إعادة انتخاب شاغلي المنصب المنتهية ولايتهم. عُقدت سلسلة الانتخابات التمهيدية الرئاسية والتجمّعات الحزبية خلال الفترة من شهر فبراير وحتى أغسطس 2020، وهي سلسلة انتخابات غير مباشرة يصوّت فيها الناخبون لاختيار مندوبين يمثلونهم في «المؤتمر الترشيحي» للحزب السياسي الذي يؤيدونه، في هذا المؤتمر يصوّت المندوبين لانتخاب مرشحي أحزابهم لمنصب الرئيس ونائب الرئيس. المرشحان الرئيسيان للحزبين هما الرئيس الجمهوري الحالي دونالد ترامب ونائب الرئيس الديمقراطي السابق جو بايدن. تُجرى انتخابات مجلس الشيوخ لعام 2020 وانتخابات مجلس النواب لعام 2020، إلى جانب العديد من الانتخابات المحلية الأخرى.
أُجريت الانتخابات الرئاسية بالتزامن مع انتخابات مجلس النواب، ومجلس الشيوخ، ضمن عدة انتخابات على مستوى الولايات وعلى المستوى المحلي.
أطلق دونالد ترامب، الرئيس الأمريكي الـ 45 ، حملة انتخابية للانتخابات التمهيدية الجمهورية؛ ألغت عدة مؤسسات رسمية تابعة للحزب الجمهوري حملاتها الانتخابية دعمًا لترشيح ترامب. أصبح ترامب مرشح الحزب الجمهوري الافتراضي في 17 مارس 2020، بعد حصوله على غالبية أصوات النواب المضمونة. أطلق 29 مرشحًا رئيسيًا حملاتهم الانتخابية للترشح عن الحزب الديمقراطي، وهو ما أفضى إلى أكبر ميدان للمرشحين لأي حزب سياسي في حقبة ما بعد إصلاح النظام الانتخابي في تاريخ السياسة الأمريكية.
أصبح جو بايدن، نائب الرئيس الأمريكي الأسبق، المرشح الافتراضي للحزب الديمقراطي بعد ما علّق السيناتور بيرني ساندرز حملته في 8 أبريل 2020، وقد كان آخر مرشح في الانتخابات التمهيدية للحزب الديمقراطي.
قدّم الحزب الليبرتاري الأمريكي البروفيسورة جو جورغنسون مرشحة للحزب خلال مؤتمره المنعقد على الإنترنت في 23 مايو 2020، ما يجعل البروفيسورة جو جورغنسون أول امرأة في تاريخ الحزب الليبرتاري الأمريكي تترشح لمنصب الرئاسة.
يُعد بايدن وترامب على التوالي أكبر المرشحين الافتراضيين سنًا للأحزاب الرئيسية في تاريخ الولايات المتحدة الأمريكية؛ وفي حال فوز بايدن وتنصيبه رئيسًا، سيكون أكبر رؤساء الولايات المتحدة الأمريكية سنًا في منصب الرئاسة. إضافة إلى ما تقدّم، سيكون كلًا من المرشحَين، في حال فوز أحدهما، أول شخص من ولايته الأم يفوز في الانتخابات الرئاسية؛ بايدن عن ولاية ديلاوير، وترامب عن ولاية فلوريدا (إذ قد غيّر مكان إقامته إلى فلوريدا من نيويورك – محل إقامته عند فوزه في انتخابات العام 2016 الرئاسية).
جرى تنصيب الفائز بالانتخابات الرئاسية في 20 يناير 2021.

## خلفية

### الإجراءات
ينص البند الثاني من دستور الولايات المتحدة الأمريكية أنه لا يحق لأحد أن يتبوّأ منصب الرئاسة ما لم يكن مواطنًا مولودًا في الولايات المتحدة، ويبلغ من العمر 35 عامًا على الأقل، ومقيمًا في الولايات المتحدة لما لا يقل عن 14 عامًا. بشكل اعتيادي يسعى المرشحون لمنصب الرئاسة إلى الحصول على ترشيح أحد الأحزاب السياسية في الولايات المتحدة الأمريكية، في عملية تقتضي اتباع الأحزاب وسائل (مثل الانتخابات التمهيدية) لاختيار المرشح الذي يعتبره الحزبُ الأنسب للترشح للمنصب. عادة ما تكون الانتخابات التمهيدية انتخاباتٍ غير مباشرةٍ يُدلي فيها الناخبون بأصواتهم لقائمة من نواب الحزب الذين يتعهدون باختيار مرشح معين.
بعد ذلك، يُسمّي نواب الحزب مرشحًا لخوض الانتخابات الرئيسية نيابة عن الحزب. جرت العادة أن يختار مرشح الحزب نائب الرئيس رفيقًا في الترشيح لتشكيل بطاقة الحزب الانتخابية، ويقرّه النواب لاحقًا (باستثناء الحزب الليبرتاري، الذي يسمّي المرشح لمنصب نائب الرئيس عبر انتخابات النواب بغض النظر عن تفضيل المرشح لمنصب الرئاسة). الانتخابات العامة في نوفمبر هي انتخابات غير مباشرة بدورها، يُدلي فيها الناخبون بأصواتهم لاختيار قائمة من أعضاء المجمع الانتخابي؛ يختار هؤلاء الأعضاء المنتخَبون بشكل مباشر الرئيس ونائب الرئيس. إذا لم يحصل أي مرشح على الحد الأدنى من الأصوات الانتخابية الـ270 للفوز بالانتخابات، يختار مجلس النواب الأمريكي الرئيس من بين المرشحين الثلاثة الذين حصلوا على أكبر عدد من الأصوات الانتخابية، ويختار مجلس الشيوخ نائب الرئيس من بين المرشحَين اللذين حصلا على أكبر نسبة من الأصوات.
في 26 أغسطس من العام 2019، أقرَّ كونغرس ولاية ماين مشروع قانون الاقتراع التراتبي في كلّ من الانتخابات الرئاسية التمهيدية وللانتخابات العامة. في 6 سبتمبر 2019، سمحت الحاكمة جانيت ميلز لمشروع القانون أن يصبح قانونًا دون توقيعها، وهو ما أدّى إلى تأخير تنفيذه إلى ما بعد الانتخابات التمهيدية للحزب الديمقراطي 2020 في مارس، ولكنه يضع ولاية ماين في صدارة الولايات التي تلجأ إلى الاقتراع التراتبي للانتخابات العامة الرئاسية. يواصل القانون توظيف طريقة الدائرة المؤتمرية لتقسيم الناخبين، مثلما فعلت ولايتا ماين ونبراسكا في الانتخابات الأخيرة. من المحتمل أن يؤخر هذا التغيير معرفة الفائز(ين) بأصوات ولاية ماين الانتخابية لعدة أيام بعد يوم عقد الانتخابات، وسيفضي إلى تعقيد تفسير الانتخاب المباشر الوطني.
يفيد التعديل الثاني والعشرون للدستور الأمريكي أنه لا يجوز للفرد تبوّء منصب الرئاسة أكثر من فترتين رئاسيتين. يحظر هذا التعديل انتخاب الرؤساء السابقين بيل كلينتون، وجورج دبليو بوش، وباراك أوباما لمنصب الرئاسة مرة أخرى. أما الرئيس السابق جيمي كارتر، فهو غير ممنوع دستوريًا من الترشح لفترة رئاسية ثانية في انتخابات العام 2020، ولكنه لا ينوي فعل ذلك، قائلًا: «كوني في سن الـ95 يجعل التفكير في أمر الترشح مستحيلًا، إذ أجد صعوبة في مجرد المشي. أعتقد أن أيام انخراطي الفاعِل في السياسة قد ولّت، ناهيك بترشحي لمنصب الرئاسة».

### الاتجاهات الديموغرافية
يُعتقد أن الفئة العمرية التي ستكون ضمن شريحة البالغين بين 18-إلى-45 من العمر ستمثل أقل من 40% من ناخبي الولايات المتحدة الأمريكية الذين يحق لهم التصويت في الانتخابات الرئاسية في العام 2020. ويُعتقد أن نسبة 30% من الناخبين الأمريكيين المؤهلين ستكون من غير البيض.
أظهر تقرير حزبي ثنائي أن التغيرات الحاصلة في ديموغرافية الناخبين منذ انتخابات العام 2016 قد تؤثر على نتائج انتخابات العام 2020. من المتوقع أن تزداد نسبة الناخبين المؤهلين للتصويت في انتخابات العام 2020 من الأقليات الأمريكية الأفريقية، والهسبانية، والآسيوية، إضافة إلى «البيض من حملة الشهادات الجامعية»، في حين ستنخفض نسبة «البيض من غير حملة الشهادات الجامعية». في حالة الجيل زي، أي أولئك المولودون بعد العام 1996، فستزيد نسبة مصوّتيه إلى أكثر من 10% من نسبة الناخبين الذين يحق لهم التصويت. بشكل نمطي، ساد اعتقاد باحتمال كون هذه التغييرات ستصبّ في صالح المرشح الديمقراطي، نظرًا إلى تاريخ تصويت جميع الفئات متزايدة الحجم للديمقراطيين بأعداد أكبر كثيرًا من أصواتهم للجمهوريين، وهو اتجاه يستمر ليومنا هذا. رغم ذلك، فإن معدل تصويت هذه المجموعات، وخصوصًا الجيل زي، للديمقراطيين في تناقص ملحوظ، إذ راح غير البيض والناخبون الأصغر سنًا يصوتون ويدعمون الجمهوريين في معدلات أعلى من تلك التي جاءت قبل انتخابات العام 2016. ومما يزيد الأمور تعقيدًا، فقد قُوبل هذا التوجه بتوجه مضاد لدى البيض والناخبين ممن هم فوق سن الـ65 الذين أخذوا يصوتون ويدعمون الديمقراطيين بمعدلات أعلى من ذي قبل. رغم صِغر هذه التغييرات على المستوى الوطني، ولكنها ذات أثر عميق في الولايات المتأرجحة انتخابيًا مثل ويسكونسن، وميشيغان، وآيوا. تميل هذه التغييرات إلى الحدوث في الولايات التي تسقط في حجر الجمهوريين لا الديمقراطيين، وهكذا، فقد يتمكّن ترامب من الفوز بتصويت المجمع الانتخابي، رغم خسارته في التصويت المباشر، وحتى بهامش خسارة أكبر مما شهدته انتخابات العام 2016.

### الانتخابات المتزامنة
ستجري الانتخابات الرئاسية بالتزامن مع انتخابات مجلس الشيوخ ومجلس النواب. كما ستُجرى انتخابات حاكمي الولايات والانتخابات التشريعية في عدة ولايات. بعد الانتخابات، سيُعيد كونغرس الولايات المتحدة توزيع المقاعد بين الولايات الخمسين بناءً على نتائج تعداد الولايات المتحدة للعام 2020، كما ستعيد الولايات تقسيم دوائر الكونغرس وتسمية الدوائر التشريعية. في معظم الولايات يُجري الحاكم والمجلس التشريعي للولاية إعادة تقسيم الدوائر (على الرغم من أن بعض الولايات لديها لجان إعادة تقسيم)، وغالبًا ما يمرّ الحزب الذي يفوز في الانتخابات الرئاسية بتجربة تأثير الفوز بالاستقواء، وهو ما يساعد أيضًا المرشحين الآخرين لذلك الحزب على الفوز بالانتخابات. وهكذا، يمكن للحزب الذي يفوز في الانتخابات الرئاسية للعام 2020 أن يتمتع أيضًا بميزة كبيرة في تحديد الدوائر التشريعية الجديدة في الكونغرس وتسمية الدوائر التي ستبقى سارية حتى انتخابات العام 2032.

### نزع الحصانة
صوّت الكونغرس على مُساءلة الرئيس ترامب بخصوص تهمتين في 18 ديسمبر 2019. بدأت المحاكمة في مجلس الشيوخ في 21 يناير 2020 وانتهت في 5 فبراير بتبرئته من التهم.
هذه هي المرة الأولى التي يُتهم فيها رئيس خلال ولايته الأولى وأثناء ترشحه لولاية ثانية. واصل ترامب حشد مسيرات انتخابية أثناء إجراءات المساءلة. وتعتبر هذه أيضًا هي المرة الأولى التي يتعرض فيها الرئيس للمساءلة أثناء موسم الانتخابات التمهيدية منذ إنشاء الانتخابات الرئاسية التمهيدية الحديثة في العام 1911. تزامنت عملية المساءلة مع الحملات التمهيدية، مما أجبر أعضاء مجلس الشيوخ المرشحين في الحزب الديمقراطي للبقاء في واشنطن للمحاكمة في الأيام التي سبقت وتلَت التجمعات الحزبية في ولاية آيوا.

### آثار جائحة كوفيد-19
أُجريت تعديلات أو تأجيلات للعديد من الفعاليات المتعلقة بالانتخابات الرئاسية للعام 2020 بسبب جائحة فيروس كورونا الحالية. في 10 مارس بعد الانتخابات التمهيدية في ست ولايات، ألغى المرشحان الديمقراطيان جو بايدن وبيرني ساندرز الفعاليات الليلية المخطط لها للحملة، وغيرها من الحملات الشخصية والتجمعات الانتخابية. وفي 12 مارس، أعلن الرئيس ترامب أيضًا عن نيته تأجيل المسيرات الانتخابية الإضافية. عُقدت المناظرة الديمقراطية الحادية عشرة في 15 مارس بدون حضور في استوديوهات سي إن إن في العاصمة واشنطن دي سي. كما أجّلت عدة ولايات انتخاباتها التمهيدية إلى تاريخ لاحق، بما في ذلك جورجيا، وكنتاكي، ولويزيانا، وأوهايو، وماريلاند. واعتبارًا من 24 مارس 2020، أوقف جميع المرشحين للرئاسة في الأحزاب الرئيسية الحملات الشخصية والتجمعات الانتخابية بسبب مخاوف تتعلق بفيروس كورونا. وقد ذكر المحللون السياسيون أن الوقف الاختياري للحملات التقليدية المقترن بآثار الوباء على الأمة قد يُفضي إلى آثار لا يمكن التنبّؤ بها على جمهور التصويت، ومن المحتمل أن يلقي بظلاله على كيفية عقْد الانتخابات.
اشتمل قانون الأمن الاقتصادي للمساعدة والغوث في مواجهة فيروس كورونا على حزمة تمويل للولايات لزيادة التصويت عبر البريد. ما تزال الاستجابة الحكومية لتأثير الجائحة لدى إدارة ترامب، إلى جانب المواقف المختلفة التي اتخذها الديمقراطيون والجمهوريون في الكونغرس بشأن التحفيز الاقتصادي، ما تزال قضية رئيسية لحملتي كِلا الحزبين.
نظرًا لانتشار جائحة كورونا في الولايات المتحدة والتأثيرات المترتبة عليها مثل تعليمات البقاء في المنزل وتوجيهات التباعد الاجتماعي من قبل الحكومات المحلية، لم يتمكّن جميع المرشحين للرئاسة من تنظيم مسيرات الحملات الانتخابية أو التجمعات العامة. ونتيجة لذلك، وخلال البيان اليومي الموجز للبيت الأبيض الإعلامي المتعلق بفيروس كورونا في أبريل، شغل ترامب بتشغيل مقطع فيديو دعائي يشيد فيه بنفسه لاستجابته المبكرة للجائحة، موجهًا انتقادات لخصومه والصحافة بصفتها أنها «وسائط إخبارية مزيفة». وفقًا لما ذكره ترامب، فقد كانت وسائل الإعلام هي التي «قللت من آثار الفيروس» في البداية. وأدّى هذا السلوك إلى ادّعاء الخبراء والصحافة بأن ترامب يجيّر بيانات البيت الأبيض اليومية الموجزة المتعلقة بفيروس كورونا لتحلّ محلّ مسيرات حملته وليستفيد منها سياسيًا.
في أوائل أبريل، أجرى ترامب وبايدن مكالمة هاتفية «ودية» لمناقشة فيروس كورونا، إذ قدّم بايدن المشورة للرئيس في مواجهة الجائحة.
في 6 أبريل، رفضت المحكمة العليا والجمهوريون في الهيئة التشريعية لولاية ويسكونسن طلب حاكم ولاية ويسكونسن توني إيفرز بتأجيل الانتخابات في ولاية ويسكونسن إلى يونيو. نتيجة لذلك، أُجريت الانتخابات (من ضمنها الانتخابات التمهيدية الرئاسية) كما هو مخطط لها. كُشف عما لا يقل عن سبع حالات جديدة من الإصابة بفيروس كورونا خلال هذه الانتخابات. أعرب دعاة حقوق التصويت عن مخاوفهم من حدوث فوضى مماثلة على الصعيد الوطني في نوفمبر، وأوصوا الولايات بالتحرك لتوسيع خيارات التصويت عبر البريد.

### التدخل الروسي
في 13 فبراير 2020، أبلغ مسؤولو المخابرات الأمريكية أعضاءَ لجنة الاستخبارات المنتقاة الدائمة بمجلس النواب بأن روسيا تتدخل في انتخابات 2020 في محاولة لإعادة انتخاب ترامب. وقد قدمت الإحاطة الإعلامية شيلبي بيرسون كبيرة مسؤولي الأمن الانتخابي في مجمع الاستخبارات ومساعدة القائم بأعمال مدير الاستخبارات الوطنية جوزيف ماغواير. ذكرت صحيفة الواشنطن بوست في 21 فبراير 2020 أنه وفقًا لمسؤولين أمريكيين لم تذكر أسماؤهم، تدخلت روسيا في الانتخابات التمهيدية للحزب الديمقراطي في محاولة لدعم ترشيح السناتور بيرني ساندرز. أصدر ساندرز بيانًا عقب التقرير الإخباري، قائلًا في جزء منه: «بصراحة، لا يهمني بأي حال مَن يريد بوتين أن يصبح رئيسًا. رسالتي إلى بوتين واضحة: لا تتدخلوا في الانتخابات الأمريكية، وفي حال انتخابي رئيسًا، سأحرص على تحقيق ذلك». أقر ساندرز بأن حملته قد أُطلِعت قبل شهر تقريبًا على مساعي روسيا المزعومة للتدخل بالانتخابات.

## الترشيحات

### ترشيح الحزب الجمهوري

#### الانتخابات التمهيدية
في الدورات الانتخابية التي تضم رؤساء حاليين يقدمون أنفسهم لإعادة الانتخاب، فعادة ما يتخذ السباق على ترشيحهم لحزبهم صورة شكلية، بوجود معارضة رمزية بدلًا من أي منافسين جدّيين، ومع إجراء إصلاح قواعد الحزب لصالحهم. ولم تكن انتخابات العام 2020 استثناءً؛ فمع سعي دونالد ترامب للحصول على ولاية رئاسية ثانية، بدأ الحزب الجمهوري، على المستوى المحلي وعلى مستوى الولايات، بالتنسيق مع حملة ترامب لإجراء تغييرات لجعل الأمر صعبًا على أي خصم رئيسي أن يشكّل تحديًا خطيرًا لترشيح ترامب. في 25 يناير 2019، أيّدت اللجنة الوطنية الجمهورية ترامب بشكل غير رسمي.
ألغت العديد من اللجان الجمهورية في الولايات انتخاباتها التمهيدية أو اجتماعاتها الانتخابية. واستشهدوا بحقيقة أن الجمهوريين ألغوا العديد من الانتخابات التمهيدية في الولايات عندما سعى جورج بوش الأب وجورج دبليو بوش إلى ولاية رئاسية ثانية في الأعوام 1992 و2004 على التوالي؛ كما ألغى الديمقراطيون بعض الانتخابات التمهيدية عندما سعى بيل كلينتون وباراك أوباما لإعادة انتخابهما في الأعوام 1996 و2012 على التوالي. بعد إلغاء حملاتها الانتخابية، ربطت بعض الولايات مثل هاواي ونيويورك نوابها على الفور بترامب، في حين عقدت ولايات أخرى مثل كانساس ونيفادا مؤتمرًا رسميًا أو اجتماعًا لمنح أصوات نوابهم بصفة رسمية لترامب.
بالإضافة إلى ذلك، ولخوض انتخابات العام 2020، حثّت حملة ترامب اللجان الجمهورية في الولايات التي استخدمت الأساليب النسبية لمنح النواب في العام 2016 (حيث يُوزّع نواب الولاية بشكل نسبي بين المرشحين بناءً على نسبة التصويت) للتبديل إلى تصويت «الفائز يأخذ كل شيء» (حيث يحصل المرشح الفائز في الولاية على جميع نوابها) أو «الفائز يأخذ الأغلبية» (حيث يفوز المرشح الفائز بجميع نواب الولاية حصرًا إذا تجاوز رقمًا محددًا بشكل مسبق، وإلا يُعمَد إلى تقسيمهم بشكل متناسب).
رغم ذلك، ابتداءً من أغسطس 2017، ظهرت تقارير تفيد بأن أعضاء الحزب الجمهوري كانوا يجهزون «حملة ظل» ضد الرئيس، خصوصًا الأجنحة المعتدلة أو المؤسسة للحزب. صرّح سناتور ولاية أريزونا آنذاك جون ماكين بما يلي: «يرى الجمهوريون ضعفًا في هذا الرئيس». في العام 2017، أبدى كلٌّ من سيناتور ولاية ماين سوزان كولينز، وسناتور كنتاكي راند بول، والحاكم السابق لولاية نيو جيرسي كريس كرستي الشكوك بأن ترامب سوف يكون مرشحًا، إذ أقرّت كولينز أنه «من الصعب للغاية الجزم بذلك». ادعى السناتور جيف فليك في العام 2017 أن ترامب كان «يستدعي» منافسا رئيسيًا نظرًا للطريقة التي كان يحكم بها. ومع ذلك ففي مايو 2018 توقع خبير السياسات الاستراتيجية المحنّك روجر ستون أن ترامب قد لا يسعى إلى ولاية رئاسية ثانية إذا نجح في الوفاء بوعود حملته و«جعل أمريكا عظيمة مرة أخرى».
أصبح بيل ويلد حاكم ماساتشوستس السابق أول منافس رئيسي لترامب في الانتخابات التمهيدية الجمهورية بعد إعلان في 15 أبريل 2019. اعتُبر ترشيح ويلد، الذي كان مرشح الحزب الليبرتاري لمنصب نائب الرئيس في العام 2016، رهانًا صعبًا بسبب شعبية ترامب داخل حزبه ومواقف ويلد بشأن قضايا مثل الإجهاض، والسيطرة على السلاح، وزواج مثليي الجنس، والتي تتعارض مع المواقف المحافظة بشأن هذه القضايا.
بالإضافة إلى ذلك فقد دخل رجل الأعمال روكي دي لا فوينتي السباق الرئاسي في 16 مايو 2019، ولكنه لم يلقَ اعترافًا على نطاق واسع كمرشح رئيسي.
أطلق النائب السابق عن ولاية إلينوي جو والش حملة منافسة رئيسية في 25 أغسطس 2019 قائلًا: «سأفعل كل ما بوسعي. لا أريد أن يفوز ترامب. لا يمكن للبلد تحمّل تبعات فوزه. وإذا لم أنجح في الانتخابات، فلن أصوّت له». أنهى والش ترشحه في الرئاسي في 7 فبراير 2020، بعد أن حصل على دعم بنسبة 1% تقريبًا في تجمعات ولاية أيوا الانتخابية. أعلن والش أنه «لا يمكن لأحد أن يهزم ترامب في الانتخابات التمهيدية الجمهورية» لأن الحزب الجمهوري أصبح الآن «طائفة» تتبع ترامب. ووفقًا لوالش، فقد أصبح أنصار ترامب «أتباعًا» يعتقدون أن ترامب «منزّه عن الخطأ»، بعد تلقيهم المعلومات المضللة «من وسائل الإعلام «المحافظة». إنهم لا يعرفون ما هي الحقيقة –والأهم من ذلك– ليس لديهم أدنى اهتمام بها».
في 8 سبتمبر 2019، أعلن حاكم ولاية كارولينا الجنوبية السابق والنائب عنها مارك سانفورد رسميًا أنه سيكون منافسًا جمهوريًا أساسيًا آخر لترامب. لكنّه انسحب من السباق بعد 65 يومًا في 12 نوفمبر 2019 بعد إخفاقه في كسب الدعم في أوساط الجمهوريين.
استمرت حملة إعادة انتخاب دونالد ترامب بشكل أساسي منذ فوزه في عام 2016، مما دفع النقاد لوصف تكتيكه في عقد المسيرات بشكل مستمر طوال فترة رئاسته بأنها «حملة لا تنتهي». في 20 يناير 2017، الساعة 5:11 مساء، قدم ترامب خطابًا كبديل عن نموذج 2 للحملات الانتخابية الاتحادية، والذي وصل بموجبه إلى الحد القانوني الأدنى للتقدم، وفقًا لقانون الحملات الانتخابية الاتحادي. خاض ترامب حملة نشطة خلال الموسم التمهيدي، حتى أنّه عقد مسيرات في ولايات فبراير الأساسية، بما في ذلك كارولينا الجنوبية ونيفادا حيث أُلغيت الترشيحات الجمهورية.
بحلول يوم الثلاثاء الكبير في 3 مارس، كان ترامب قد فاز بكل الانتخابات الجمهورية التمهيدية. إضافة إلى الولايات التي ألغت ترشيحاتها ومنحت مندوبيها له، فاز ترامب حتى يوم الثلاثاء الكبير بما يقدر بـ 1023 من 1276 صوتًا مطلوبًا ليصبح رسميًا مرشح الحزب الجمهوري المفترض. بعد الانتخابات التمهيدية في 10 مارس، كان ترامب يفتقد للحصول على أصوات 11 نائبًا للفوز بالترشيح، وهو ما حققه في الأسبوع التالي. بحلول 21 مارس، حصل ترامب على أكثر من 11 مليون صوت.
في 17 مارس 2020، بعد فوزه بما يكفي من أصوات النواب لضمان ترشيحه في المؤتمر الحزبي، أصبح ترامب المرشح المفترض. علّق ويلد حملته في اليوم التالي.

### ترشيح الحزب الديمقراطي

#### الانتخابات التمهيدية
في أغسطس 2018، صوتت اللجنة الوطنية الديمقراطية بعدم السماح للناخبين الكبار التصويت على الاقتراع الأول لعملية الترشيح بدءًا من انتخابات العام 2020. ويتطلب هذا مرشحًا للفوز بأغلبية أصوات النواب المضمونة من الانتخابات الأولية المتنوعة من أجل الفوز بترشيح الحزب. يشبه هذا ما جرى عند ترشيح أدلاي ستيفنسون الثاني في المؤتمر الوطني الديمقراطي للعام 1952. وفي الوقت نفسه، ستستخدم ست ولايات التصويت الاختياري في الانتخابات التمهيدية: ألاسكا، هاواي، كنساس، وايومنغ لجميع الناخبين؛ وآيوا ونيفادا للناخبين الغائبين.
بعد خسارة هيلاري كلينتون في الانتخابات السابقة، ساد شعور على نطاق واسع بأن الحزب الديمقراطي يفتقر للقيادة، ومشتّت بين جناح كلينتون في الوسط وجناح ساندرز الأكثر تقدمية في الحزب، معيدًا بذلك حالة الصدع الذي أُثير في الانتخابات التمهيدية للعام 2016. في العام 2018، عقدت عدة مقاطعات في مجلس النواب الأمريكي انتخابات تمهيدية مثيرة للجدل، وهي مقاطعات كان يأمل الديمقراطيون في كسبها من الأغلبية الجمهورية. وصفت إيلينا شنايدر من بوليتيكو هذه الاشتباكات بأنها «حرب أهلية ديمقراطية». في غضون ذلك، كان هناك اتجاه عام بين الديمقراطيين في مجلس الشيوخ ناحية اليسار فيما يتعلق برسوم الدراسة الجامعية، والرعاية الصحية، والهجرة، وهو ما قد يعزز أوراق اعتمادهم في الانتخابات التمهيدية القادمة.
بشكل عام، ضمّ ميدان التنافس على انتخابات العام 2020 الديمقراطية التمهيدية 29 مرشحًا رئيسيًا، محطمًا بذلك الرقم القياسي لأكبر عدد متنافسين في ظل النظام الأساسي الرئاسي الحديث والذي شهدته الانتخابات التمهيدية للحزب الجمهوري عام 2016 بوجود 17 مرشحًا رئيسيًا. خاضت العديد من المرشحات السباق، مما زاد من احتمالية ترشيح الديمقراطيين لامرأة لمنصب الرئيس للمرة الثانية على التوالي.
وبالرغم من دخول تجمعات ولاية آيوا في 3 فبراير 2020، انخفض المشتركون في ميدان التنافس إلى 11 مرشحًا رئيسيًا. هزم بيت بوتيجيج بيرني ساندرز بفارق ضئيل في ولاية آيوا، ثم هزم ساندرز بوتيجيج بهامش ضئيل في 11 فبراير في ترشيحات نيو هامبشير الأولية. بعد انسحاب مايكل بينيت، وديفال باتريك، وأندرو يانغ، فاز ساندرز بتجمعات نيفادا في 22 فبراير. ثم فاز جو بايدن في ترشيحات ولاية كارولينا الجنوبية الابتدائية، مما تسبب في تخلي كلّ من بوتيجيج، وأيمي كلوبوشار، وتوم ستاير عن حملاتهم (وعلى الفور أيّد من بوتيجيج وكلوبوشار ترشيح بايدن). بعد الثلاثاء الكبير في 3 مارس، انسحب مايكل بلومبرغ وإليزابيث وارين من السباق، وهكذا بقي ثلاثة مرشحين: بايدن وساندرز، المتنافسين الرئيسيين، وتولسي غابارد التي بقيت في السباق على الرغم من ضآلة احتمالات فوزها. ثم انسحبت غابارد، وأيّدت بايدن بعد سباقات أريزونا وفلوريدا وإلينوي في 17 مارس. في 8 أبريل 2020، انسحب ساندرز من السباق الرئاسي، بعد أن أقنعه الرئيس السابق باراك أوباما. ظلّ بايدن المرشح الرئيسي الوحيد المتبقّي والمرشح المفترض. ثم حصل بايدن على تأييد أوباما، وساندرز، ووارن.

### ترشيحات الحزب الليبرتاري
جو جورغينسن، وسبايك كوهين.

### ترشيحات حزب الخضر
في 6 مارس 2020، أعلن حزب الخضر أن جائحة كورونا ستعيق مرشحي الحزب الثالث من الظهور على لوائح الاقتراع ما لم تُخفض متطلبات عدد التوقيعات اللازمة للتأهل للترشيح.

## مؤتمرات الأحزاب
كان من المقرر عقد المؤتمر الوطني الديمقراطي في الفترة الواقعة بين 13-16 يوليو 2020 في ميلووكي - ويسكونزن، لكنه أُجّل إلى 17-20 أغسطس بسبب آثار جائحة كوفيد 19. من المقرر عقد المؤتمر الوطني الجمهوري للعام 2020 في الفترة من 24 إلى 27 أغسطس.
كان من المقرر عقد المؤتمر الوطني الليبرتاري للعام 2020 في أوستن - تكساس خلال عطلة نهاية الأسبوع في يوم الذكرى من 22 إلى 25 مايو. ولكن أُلغيت جميع الحجوزات في فندق جي دبليو ماريوت داون تاون أوستن في 26 أبريل بسبب جائحة كورونا. قررت اللجنة الوطنية للحزب الليبرتاري في نهاية المطاف أن يعقد الليبرتاريون مؤتمرين أحدهما عبر الإنترنت من 22 إلى 24 مايو لاختيار المرشحين لمنصب الرئيس ونائب الرئيس، والآخر في مؤتمر فعلي في أورلاندو - فلوريدا من 8 إلى 12 يوليو لمناقشة المسائل الأخرى. رُشّحت جو جورغينسن لمنصب الرئيس وسبايك كوهين لمنصب نائب الرئيس.

كان من المقرر عقد المؤتمر الوطني لحزب الخضر للعام 2020 في ديترويت - ميتشيغان في الفترة من 9 إلى 12 يوليو. ولكن بسبب جائحة فيروس كورونا لعام 2020، تقرر عقد المؤتمر عبر الإنترنت دون تغيير في التاريخ.
كان من المقرر عقد المؤتمر الوطني للحزب الدستوري للعام 2020 في سانت لويس بولاية ميزوري في الفترة من 29 أبريل إلى 2 مايو. ولكن بسبب جائحة فيروس كورونا قرر الحزب بدلا من ذلك عقد مؤتمره عبر الفيديو من 1 مايو إلى 2 مايو. رُشّح دون بلانكينشيب للرئاسة في الاقتراع الثاني، في حين رُشّح ويليام مور لمنصب نائب الرئيس.

## مناظرات الانتخابات العامة
في 11 أكتوبر 2019، أعلنت لجنة المناظرات الرئاسية عن 3 مناظرات للانتخابات العامة ستُعقد في خريف العام 2020، من المزمع عقد الأولى في 29 سبتمبر في جامعة نوتردام في نوتردام، إنديانا، والثانية في 15 أكتوبر في جامعة ميتشيغان في آن آربور، ميتشيغان، والثالثة في 22 أكتوبر في جامعة بيلمونت في ناشفيل، تينيسي. إضافة إلى ذلك، فمن المقرر عقد مناظرة واحدة للمتنافسين على منصب نائب الرئيس في 7 أكتوبر 2020، في جامعة يوتا في مدينة سولت ليك. يُقال إن ترامب يفكر في عدم الاشتراك في المناظرات.

## النتائج

### ليلة الانتخابات
في 3 نوفمبر/تشرين الثاني، انتهت ليلة الانتخابات دون فائز واضح، حيثُ كانت نتائج العديد من الولايات مُتقاربة للغاية، وبقيت ملايين الأصوات دون فرز، بما في ذلك أصوات الولايات المتأرجحة. بعد الساعة 12:30 بعد مُنتصف الليل، ألقى بايدن خطابًا قصيرًا حث فيه مُؤيديه على الصبر أثناء فرز الأصوات وقال يعتقد أنهُ «على الطريق الصحيح للفوز في هذه الانتخابات.» قبل الساعة 2:30 صباحاً بقليل، ألقى ترامب خطابًا في غرفة مليئة بالمؤيدين، مؤكدًا زورًا أنهُ فاز في الانتخابات ودعا إلى وقف جميع عمليات فرز الأصوات، قائلاً «إن استمرار الفرز كان تزويراً للشعب الأمريكي وسنذهب إلى المحكمة العليا الأمريكية.»

### بعد الانتخابات
في 4 نوفمبر/تشرين الثاني، ذكرت وكالة أسوشيتد برس أن جو بايدن حصل على 264 مجمعًا انتخابيًا، وما زال الفرز مُستمر في ولايات بنسيلفانيا وكارولينا الشمالية وجورجيا ونيفادا التي تشهد مُنافسة شديدة. وتأخرت النتائج في هذه الولايات بسبب القواعد المحلية المتعلقة بفرز بطاقات الاقتراع بالبريد. في 4 نوفمبر، أعلن ترامب فوزه في بنسيلفانيا بفارق 675 ألف صوت، على الرغم من بقاء أكثر من مليون صوت لم يتم فرزه. كما أعلن ترامب فوزه في ولاية كارولينا الشمالية وجورجيا، على الرغم من عدم فرز العديد من الأصوات. على الرغم من أن فوكس نيوز توقعت أن يفوز بايدن في أريزونا في الساعة 11:20 مساءً بتوقيت شرق الولايات المتحدة في ليلة الانتخابات، وأعلنت وكالة أسوشيتد برس أن جو بايدن فاز بأريزونا في الساعة 2:50 صباحاً بتوقيت شرق الولايات المتحدة في 4 نوفمبر/تشرين الثاني، لكن وسائل الإعلام الأخرى أكدت أن جو بايدن كان فقط قريبًا من الفوز بأريزونا، ولم يُحسم شيء بعد. اعتبارًا من 5 نوفمبر، بايدن كان مُتقدمًا 1% في ولاية نيفادا، و2.3% في ولاية أريزونا. إذا فاز بايدن في نيفادا وأريزونا، سوف يصل إلى 270 مجمعًا انتخابيًا اللازمة للفوز في الانتخابات الرئاسية.
مع استمرار فرز الأصوات، قالت حملة ترامب إنهم سيطلبون إعادة فرز الأصوات في ولاية ويسكونسن وأشاروا إلى أنهم قد يطعنوا في النتائج في ولاية نيفادا. ورفعوا دعوى قضائية في ميشيغان لوقف فرز الأصوات إلى أن يتم منح الحملة «إمكانية دخول» مراكز الاقتراع لمُراقبة عملية فرز الأصوات. كما طالبوا بمراجعة جميع الأصوات التي تم فرزها. ونددت حملة بايدن بهذه المُحاولات، مدعية أن حملة ترامب تُحاول سلب الحقوق الديمقراطية للمواطنين الأمريكيين. بعد طعنين قانونيين في بنسلفانيا من قبل حملة ترامب لوقف فرز الأصوات عبر البريد في ليلة الانتخابات، قدمت حملة ترامب طعونًا إضافية في 4 تشرين الثاني/نوفمبر، مُطالبة بحقوق أكبر للمراقبين الجمهوريين والسماح لهم بمراجعة الأصوات التي تم فرزها. وانتقد المدعي العام في بنسلفانيا جوش شابيرو هذه الدعاوى القضائية ووصفها بأنها «دعاوى سياسية أكثر منها دعاوى قانونية».